# قناة العيون (المغرب)
قناة العيون الجهوية قناة تلفزيونية مغربية جهوية، يوجد مقرها بمدينة العيون، وتقوم بتغطية الأحداث والأنشطة في الأقاليم الجنوبية بالمغرب.

## تاريخ
تم إطلاق قناة العيون الجهوية في 6 نوفمبر 2004 بمناسبة ذكرى المسيرة الخضراء من قبل الشركة الوطنية للإذاعة والتلفزة، كأول قناة جهوية بالمغرب و لتعزيز الدور الإعلامي للإذاعة الجهوية للعيون التي تم إنشاؤها منذ 25 ديسمبر 1975.
وقد جاء إنشاء القناة كوسيلة سياسية لتقديم وجهة نظر المغرب لحل مشكل الصحراء، وللتعريف بالإنجازات والمشاريع التي قام بها المغرب في الأقاليم الجنوبية.
في سنة 2021، توفي مدير القناة الداه محمد الأغضف.

## التقاط القناة
تبث قناة العيون الجهوية برامجها على:
- القمر الصناعي عرب سات على التردد 11938 GHZ
- ADSL اتصالات المغرب على القناة رقم 009
- التلفزة الرقمية الأرضية (بالفرنسية: TNT)‏

## البرامج
- مجالس الصحراء
- نصائح صحية
- بيت الأمداح
- حرفي
- شباب كوم
- يوم من حياة فنان
- استوديو الخيمة
- من عمق التراث
- من أنباء الرسل
- السهرة الفنية
- سباق القوافي
- ابداعات
- أمنير
- أنامل حسانية
- تراثك لك
- سلامك بالغ
- تراثنا
- في رحاب الدين
- مع الناس
- مقام من الطرب الحساني
- مبادرات نسائية
- عادات وتقاليد
- الفضاء الرياضي

## وصلات خارجية
- الموقع الرسمي (بالعربية).